# Gerhard Berger
Gerhard Berger, född 27 augusti 1959 i Wörgl i Innsbruck, är en österrikisk racerförare.

## Racingkarriär
Gerhard Berger debuterade i formel 1 för ATS säsongen 1984. Han tog sina första poäng på Monzabanan i Italien 1984, men eftersom ATS den säsongen var ett enbilsstall räknades inte poängen. 1985 bytte han till Arrows där han dock bara tog tre poäng på hela säsongen. Det var därför överraskande att Benetton ville ha honom säsongen 1986, men han överraskade då genom att vinna i Mexiko 1986 och gick därefter vidare till Ferrari 1987.

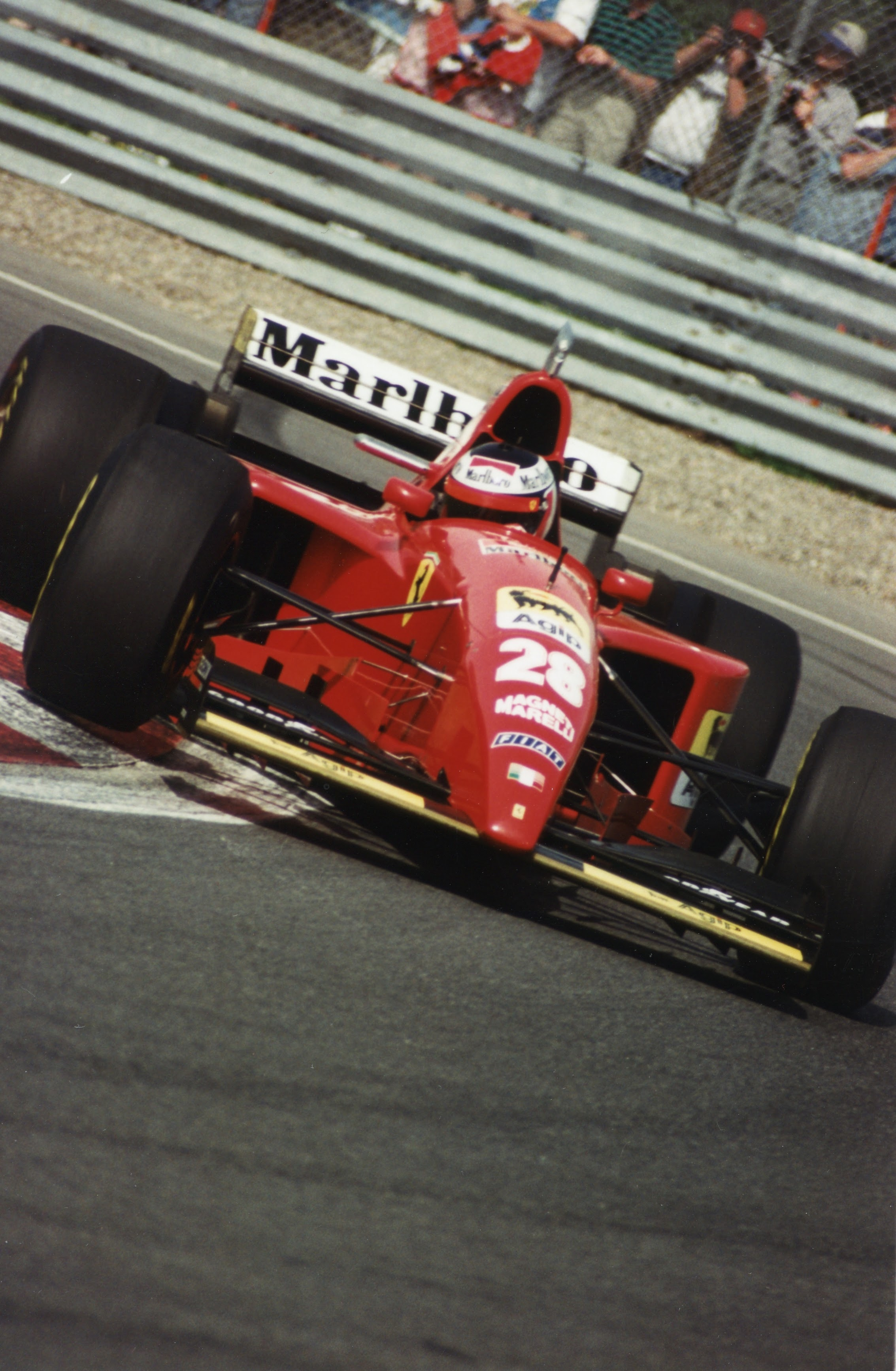
Gerhard Berger i Ferrari i.

Berger kom under sin karriär som bäst trea säsongerna 1988 och 1994. Efter förarkarriären har Berger fortsatt att verka inom F1-sporten, bland annat för BMW under den tid de försåg Williams med motorer. Berger var sedan delägare i formel 1-stallet Toro Rosso och rådgivare till racerföraren Bruno Senna.

## F1-karriär
| Säsong                 | Stall/Tillverkare      | Placering              | Lopp | Poäng | Etta | Tvåa | Trea | Pole | Varv |
| ---------------------- | ---------------------- | ---------------------- | ---- | ----- | ---- | ---- | ---- | ---- | ---- |
| 1984                   | ATS-BMW                | 21                     | 4    |       |      |      |      |      |      |
| 1985                   | Arrows-BMW             | 20                     | 16   | 3     |      |      |      |      |      |
| 1986                   | Benetton-BMW           | 7                      | 16   | 17    | 1    |      | 1    |      | 2    |
| 1987                   | Ferrari                | 5                      | 16   | 36    | 2    | 1    |      | 3    | 3    |
| 1988                   | Ferrari                | 3                      | 16   | 41    | 1    | 2    | 2    | 1    | 3    |
| 1989                   | Ferrari                | 7                      | 15   | 21    | 1    | 2    |      |      | 1    |
| 1990                   | McLaren-Honda          | 4                      | 16   | 43    |      | 2    | 5    | 2    | 3    |
| 1991                   | McLaren-Honda          | 4                      | 16   | 43    | 1    | 3    | 2    | 2    | 2    |
| 1992                   | McLaren-Honda          | 5                      | 16   | 49    | 2    | 2    | 1    |      | 2    |
| 1993                   | Ferrari                | 8                      | 16   | 12    |      |      | 1    |      |      |
| 1994                   | Ferrari                | 3                      | 16   | 41    | 1    | 3    | 2    | 2    |      |
| 1995                   | Ferrari                | 6                      | 17   | 31    |      |      | 6    | 1    | 2    |
| 1996                   | Benetton-Renault       | 6                      | 16   | 21    |      | 1    | 1    |      | 1    |
| 1997                   | Benetton-Renault       | 5                      | 14   | 27    | 1    | 1    |      | 1    | 2    |
| Sammanlagt 14 säsonger | Sammanlagt 14 säsonger | Sammanlagt 14 säsonger | 210  | 385   | 10   | 17   | 21   | 12   | 21   |

| 1. Mexiko 1986 2. Japan 1987 3. Australien 1987 4. Italien 1988 5. Portugal 1989 6. Japan 1991 7. Kanada 1992 8. Australien 1992 9. Tyskland 1994 10. Tyskland 1997 |

| 1. Portugal 1987 2. Brasilien 1988 3. Monaco 1988 4. Italien 1989 5. Spanien 1989 6. Brasilien 1990 7. San Marino 1990 8. San Marino 1991 9. Storbritannien 1991 10. Belgien 1991 11. Portugal 1992 12. Japan 1992 13. Stilla havet 1994 14. Italien 1994 15. Australien 1994 16. Storbritannien 1996 17. Brasilien 1997 |

| 1. San Marino 1986 2. Mexiko 1988 3. Tyskland 1988 4. Monaco 1990 5. Mexiko 1990 6. Tyskland 1990 7. Belgien 1990 8. Italien 1990 9. Brasilien 1991 10. Australien 1991 11. Ungern 1992 12. Ungern 1993 13. Monaco 1994 14. Frankrike 1994 15. Brasilien 1995 16. San Marino 1995 17. Spanien 1995 18. Monaco 1995 19. Tyskland 1995 20. Ungern 1995 21. San Marino 1996 |

| 1. Portugal 1987 2. Japan 1987 3. Australien 1987 4. Storbritannien 1988 5. USA 1990 6. Mexiko 1990 7. Spanien 1991 8. Japan 1991 9. Tyskland 1994 10. Portugal 1994 11. Belgien 1995 12. Tyskland 1997 |

| 1. Tyskland 1986 2. Österrike 1986 3. Portugal 1987 4. Spanien 1987 5. Australien 1987 6. Brasilien 1988 7. Belgien 1988 8. Portugal 1988 9. Portugal 1989 10. USA 1990 11. Brasilien 1990 12. Kanada 1990 13. San Marino 1991 14. Australien 1991 15. Mexiko 1992 16. Kanada 1992 17. San Marino 1995 18. Italien 1995 19. Belgien 1996 20. Argentina 1997 21. Tyskland 1997 |